# Strukdorf
Strukdorf ist eine Gemeinde im Osten des Kreises Segeberg in Schleswig-Holstein.

## Geografie und Verkehr
Strukdorf liegt etwa 14 km östlich von Bad Segeberg an der Bundesstraße 206. Von 1916 bis 1967 war Strukdorf Bahnstation der Lübeck-Segeberger Eisenbahn.

## Geschichte
Archäologische Funde belegen eine frühgeschichtliche Besiedlung des Gemeindegebiets, vermutlich wendischen Ursprungs.

## Politik

### Gemeindevertretung
Bei der Kommunalwahl 2023 errang Aktives Strukdorf erneut alle neun Sitze in der Gemeindevertretung. Die Wahlbeteiligung betrug 68,4 Prozent.

## Sehenswürdigkeiten
In der Liste der Kulturdenkmale in Strukdorf stehen die in der Denkmalliste des Landes Schleswig-Holstein eingetragenen Kulturdenkmale.